# Cosmo’s Factory
Cosmo’s Factory – piąty album amerykańskiego zespołu Creedence Clearwater Revival, wydany w roku 1970. W 2003 album został sklasyfikowany na 265. miejscu listy 500 albumów wszech czasów magazynu Rolling Stone.
Nazwa albumu wzięła swoją nazwę od magazynu w Berkeley, gdzie zespół przygotowywał się do nagrania płyty. Lider zespołu John Fogerty nalegał, aby próby odbywały się prawie codziennie. Perkusista Doug „Cosmo” Clifford nadał temu miejscu miano fabryki (ang. factory).

## Lista utworów
Strona 1
| 1. | "Ramble Tamble" (J. Fogerty)            | 7:10  |
|    |                                         |       |
| 2. | "Before You Accuse Me" (Bo Diddley)     | 3:27  |
|    |                                         |       |
| 3. | "Travelin' Band" (J. Fogerty)           | 2:07  |
|    |                                         |       |
| 4. | "Ooby Dooby" (Wade Moore, Dick Penner)  | 2:07  |
|    |                                         |       |
| 5. | "Lookin' out My Back Door" (J. Fogerty) | 2:35  |
|    |                                         |       |
| 6. | "Run Through the Jungle" (J. Fogerty)   | 3:10  |
|    |                                         |       |
|    |                                         | 20:36 |
|    |                                         |       |
Strona 2
| 1. | "Up Around the Bend" (J. Fogerty)                                     | 2:42  |
|    |                                                                       |       |
| 2. | "My Baby Left Me" (Arthur Crudup)                                     | 2:19  |
|    |                                                                       |       |
| 3. | "Who'll Stop the Rain" (J. Fogerty)                                   | 2:29  |
|    |                                                                       |       |
| 4. | "I Heard It Through the Grapevine" (Norman Whitfield, Barrett Strong) | 11:07 |
|    |                                                                       |       |
| 5. | "Long as I Can See the Light" (J. Fogerty)                            | 3:33  |
|    |                                                                       |       |
|    |                                                                       | 22:10 |
|    |                                                                       |       |

## Twórcy
- Doug Clifford – gitara basowa, perkusja
- Stu Cook – gitara basowa, perkusja
- John Fogerty – gitara, wokal
- Tom Fogerty – gitara rytmiczna, wokal